# Dél-Korea gazdaságtörténete
Dél-Korea gazdaságának története viszonylag rövid időre nyúlik vissza, mivel az állam csak a második világháborút követően jött létre. Dél-Korea gazdasága az ország létrejötte óta piacgazdaság, amely nominális GDP-jét tekintve 2012-ben a 15. volt a világon, míg 12. volt a GDP-t vásárlóerő-paritáson számolva. Dél-Korea tehát fejlett gazdasággal rendelkező ország, amely az OECD és a G20 tagja, továbbá egyike az ázsiai tigriseknek. Dél-Korea gazdasága az 1960-as évek eleje és az 1990-es évek vége között egyike volt a világ leggyorsabban növekedő gazdaságainak, és a 2000-es években is az egyik leggyorsabban bővülő fejlett gazdaság volt.
Dél-Korea kevés természeti erőforrással rendelkezik és túlnépesedett, ezért export-orientált gazdasági stratégiát alkalmazott. Ennek következtében 2012-ben a világ 6. legnagyobb exportőre, és 7. legnagyobb importőre lett. A gazdaság fejlődését jól mutatja, hogy Dél-Korea volt az első olyan ország, amely az OECD fejlesztési támogatásából nagyobb mértékben részesedő országból jelentős donorrá vált.

## Gazdaságtörténeti áttekintés
A koreai háborút követő évtizedben Dél-Korea a világ egyik legszegényebb országa volt. Az ipari szektor növekedése volt az elsődleges tényező, ami elindította a gazdasági fejlődést. Az erős hazai ösztönzés, illetve a külföldi támogatás hatására gyors ütemben vezettek be új technológiákat az iparban. Növekedett az árutermelés, különösen a külpiacokra szánt áruk esetében. Az ipar megváltoztatta az ország képét, milliók költöztek az ipari központokba.
Visszaesés következett be 1989-ben, az export gyors csökkenése komolyan érintette az ipart. Ez leépítéseket eredményezett számos elektronikai, autóipari és textilipari gyártónál. Automatizált rendszereket vezettek be, hogy jóval kevesebb munkaerő felhasználásával növeljék a termelékenységet és a versenyképességet.

### Gyors növekedés a 60-as évektől a 80-as évekig
Dél-Korea GDP-je évente átlagosan 8%-kal nőtt 1962 és 1989 között. Ebben az időszakban az egy főre jutó nominális GDP 103,88 USD-ről 5438,24 USD-re nőtt. Jelentősen nőtt az ipari szektor, illetve a belső megtakarítások aránya a GDP-hez viszonyítva.
A gyors iparosodás legfőbb tényezője a kifelé tekintő gazdasági stratégia elfogadása volt az 1960-as évek elején. Ez a stratégia különösen megfelelő volt, tekintettel arra, hogy Dél-Korea kevés természeti erőforrással rendelkezik, a megtakarítási ráta alacsony, a belső piac pedig szűk volt. A stratégia támogatta a munka-intenzív feldolgozóipari exporton alapuló gazdasági növekedést, amiben az ország kompetitív előnyre tudott szert tenni. A kormányzati kezdeményezések fontos szerepet játszottak ebben a folyamatban. A külföldi tőke beáramlását nagyon támogatták, az alacsony belső megtakarítások kiegészítése érdekében. Ezeknek az erőfeszítéseknek az eredményeként az export és a jövedelmek gyors növekedését érték el.
Az ipari szektort támogató export-orientált gazdasági stratégia a mezőgazdasági szektort viszonylag fejletlenül hagyta, ezért a két szektor közötti jövedelmi egyenlőtlenségek súlyos problémává váltak az 1970-es évekre. Ez a probléma fenn is maradt, a kormányzat erőfeszítései ellenére, amelyek a mezőgazdasági jövedelmek növelésére, illetve a vidékiek életszínvonalának javítására irányultak.
Az 1980-as évek elején az infláció kontroll alatt tartása érdekében konzervatív monetáris politika és szigorú fiskális politika került bevezetésre. A gazdaságba történő állami beavatkozásokat nagy mértékben csökkentették. Liberalizálták az importot és a külföldi befektetéseket a verseny fokozása érdekében.

### A 90-es évek és az ázsiai pénzügyi válság
Az 1990-es évek első felében a gyors növekedés folytatódott mind a fogyasztás, mind a GDP tekintetében. Ez az ázsiai pénzügyi válság miatt 1997-ben megváltozott. Dél-Korea fizetőeszköze (dél-koreai von) gyors leértékelődésnek indult, a hitelek visszafizetésével kapcsolatos súlyos problémák következtében pedig a kereskedelmi bankok egy részét be kellett zárni. A Nemzetközi Valutaalap segítségként jelentős mértékű hitelt hagyott jóvá az ország számára, melynek gazdasága 1998-ban gyors ütemben esett vissza. A GDP 1999-ben újra erőteljesen növekedni kezdett, és a válság befejeződött.

### A 2000-es évek
Elmozdulás történt a központilag tervezett, kormányzat által irányított befektetési modell felől a piac-orientált felé. Ezek a gazdasági reformok segítették, hogy Dél-Korea 2000-ben is Ázsia néhány erősen növekvő gazdaságú országa között maradjon. A gazdasági növekedés azonban visszaesett 2001-ben a világgazdaság lassulása miatt. Ezt követően a gazdaság stabilizálódott, és viszonylag gyors növekedést mutatott, amiben a fő exportcikkek (pl. televíziók, mobiltelefonok) komoly szerepet játszottak.
A világgazdasági válság következtében Dél-Korea jelentős visszaesést szenvedett el. A GDP 2008 negyedik negyedévétől csökkenni kezdett. Az export 2009 januárjára rekord mértékben csökkent. Különösen nagy visszaesés volt az export terén a gazdaság két pillérét jelentő ágazatban, az autóiparban és a félvezetők gyártásában.
A megfelelő ösztönző intézkedéseknek, és az export csökkenését kompenzálni képes erős belső fogyasztásnak köszönhetően Dél-Korea gazdasága el tudta kerülni a legtöbb iparosodott országra jellemző mély recessziót. Dél-Korea 2010-ben már komoly gazdasági növekedést produkált.

## Gazdasági szektorok
Az importot számos ágazatban liberalizálták az utóbbi években, azonban az agrárpolitika erősen protekcionista maradt, mivel nagyon jelentős árkülönbség van a hazai mezőgazdasági árak és a világpiaci árak között, ezért a mezőgazdasági import liberalizációja súlyos következményekkel járhatna az ország agráriumára nézve. Dél-Korea és Kína dominálja a hajógyártást a világon. Dél-Korea a nagyobb értékű hajókra koncentrál, ezért vezet az értékesítés összege terén. A hajógyártás az 1970-es évektől dinamikusan fejlődött, azonban az 1980-as évek végén visszaesés következett be a dolgozók megmozdulásai, valamint a japán hajógyárak exportjának támogatása miatt. Dél-Korea a globális hajógyártási piac mintegy felét birtokolta 2008-ban. Az ország továbbá a világ egyik legnagyobb autógyártójává vált. Dél-Korea legnagyobb autógyártója pedig a Hyundai Kia Automotive Group. Az autóipar igen gyorsan bővült 1980-as évek folyamán, azonban az évtized végére visszaesés volt tapasztalható az Egyesült Államokban történt autóeladások csökkenése miatt. A Koreai-félsziget legtöbb ásványkincse Észak-Koreában található. Dél-Koreában csak volfrám és grafit található nagyobb mennyiségben, ezért a legtöbb ásványt és ércet importálják. Az export szempontjából az építőipar is fontos szerepet tölt be, mivel koreai cégek világszerte vesznek részt építőipari projektekben. Ezek között szerepelnek a világ jelenlegi legnagyobb épületei is. Tekintettel arra, hogy a Koreai-félsziget a világ egyik leginkább militarizált területe, Dél-Korea fontos hadipari gyártó. Hadipari termelése jelentős mind exportra, mind hazai célokra. A fegyverzet tekintetében Dél-Korea az 1960-as években még erősen függött az Amerikai Egyesült Államoktól, azonban ez az 1970-es évektől megváltozott. A turizmus is jelentős. Az ázsiai országokból érkező turisták száma az utóbbi években rendkívüli mértékben nőtt, részben a koreai hullám népszerűségének köszönhetően, így a turizmus is egyre fontosabb gazdasági szektorrá válik.

## Fordítás
- Ez a szócikk részben vagy egészben  az   Economy of South Korea című angol Wikipédia-szócikk fordításán alapul.  Az eredeti cikk szerkesztőit annak laptörténete sorolja fel. Ez a jelzés csupán a megfogalmazás eredetét és a szerzői jogokat jelzi, nem szolgál a cikkben szereplő információk forrásmegjelöléseként.